# Угарте, Альфонсо

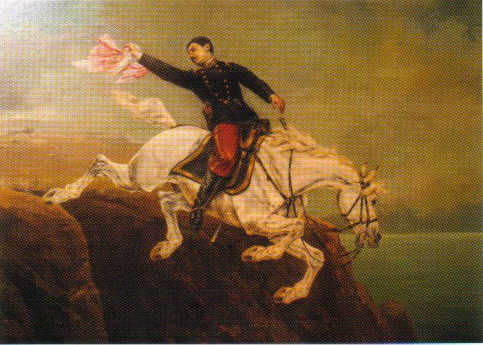
Альфонсо Угарте прыгает со скалы с флагом в руках

Альфонсо Угарте-и-Вернал (исп. Alfonso Ugarte y Vernal; 13 июля 1847 — 7 июня 1880) — национальный герой Перу, военачальник, полковник.
Родом из Тарапака (ныне — на территории Чили). Сын торговца. Юность провёл в Вальпараисо. В 1868 году вернулся в Перу и поселился в Икике. В 1876 году был избран мэром этого города.
В начале второй тихоокеанской войны, начатой Чили (при поддержке Великобритании) против Перу и Боливии, он организовал и за свои средства экипировал Первый батальон Iquique N° 1, состоящий из рабочих и мастеровых численностью 429 солдат и 36 офицеров.
Командуя им, принимал участие в битве при Тарапаке, где был серьёзно ранен. Перуанские войска отступили после этой битвы и объединились с южной армией под командованием генерал-майора Хуана Буэндиа, объединённая армия выступила из-под Тарапаки в Арику. Заболел малярией, но остался в строю.
Угарте возглавил 8-ю дивизию, защищавшую город Арика. Участвовал в двух военных советах, которые проводил полковник Франсиско Болоньези, на которых было принято решение о защите крепости «до последнего патрона».
Угарте умер, сражаясь в Арике. Во время битвы, не желая сдавать свой флаг чилийским войскам, он прыгнул на лошади со скалы.
Стал одним из национальных героев Перу, символом патриотизма и храбрости.
Похоронен в Крипте Героев на Мемориальном кладбище «Пастор Матиас Маэстро» в Лиме.
Имя Альфонсо Угарте носят ныне улицы, проспекты, площади, отели, футбольные клубы в Перу.